# 網絡劇
網路劇（英語：web series）指仅在或率先於互聯網平台播放的劇集。網路劇的播放一般基於視頻網站和网络电视等流媒体服务商的支持，有着受眾廣泛、不受编排时段限制、而且題材也更寬廣等的優點。除了既有的視頻網站推出外，目前一些電視台亦選擇與視頻網站合作進行網路劇的製作與播放。網絡劇最早出現在1990年代後期，並在2000年代初宽带网普及后變得越發受歡迎。

## 歷史
最早的網路劇可以追溯到1995年由美國在綫推出的The Spot。於中國而言，則在21世紀普及，由於早期的視頻網站Youtube最多支持10分鐘時長的短片，而优酷卻可以支持長達一小時的視頻，再加上中國大陸盜版猖獗，促使优酷的壯大，其後优酷開始與各大電視台合作，如與美國相關公司合作，在網絡上同步美國電視影集的播出等。也助推了網路劇的發展。
2013年第65届黄金时段艾美奖颁奖典礼，流媒体视频网站Netflix旗下的三部剧集《纸牌屋》（House of Cards）、《发展受阻》（Arrested Development）和《铁杉树丛》（Hemlock Grove）均获得了首个黄金时段艾美奖原创网剧提名，共取得14项提名。

### 中国大陆网络剧
2013年以前，中国大陆的网络剧以小成本小制作的形式为主。自2014年起，随着视频平台的逐步重视和大量资本的投入，网络剧开始迅速发展。2015年在爱奇艺平台播出的《盗墓笔记》首次推出了付费会员差异化排播模式。同年由乐视视频出品的热播网剧《太子妃升职记》引起网友和业界的关注，其以2千万人民币的制作成本，在大结局时收获了24亿的总播放量。
随着短视频的兴起，许多网剧使用短视频的形式制作，称为短剧。
2016年起，为了规范节目内容，国家广播电视总局开始要求网络剧实行备案登记制，并下架了部分不合规的的网络剧。2019年起，国家广播电视总局要求投资总额超过500万人民币的重点网络剧，在开始制作前先取得“规划备案号”，拍摄制作完成后，成片提交广电相关部门审核通过，再取得“上线备案号”。近年来中国大陆网络剧的发展呈现出大制作、题材多元化、精品化的趋势。2020年取得“上线备案号”的网络剧为211部，2021年为232部。
截至2021年，上海电视节白玉兰奖、中国电视剧飞天奖仅向拥有《国产电视剧发行许可证》的网播剧开放，并未向仅需要“上线备案号”的纯网络剧开放。
2022年起，国家广播电视总局终止了“上线备案号”模式，开始采用“龙标”制，对重点网络剧颁发“网络剧片发行许可证”，并在片头展映数秒的朱红色“龙标”。